# Ntahangwa
Ntahangwa est une commune du Burundi située dans la Province de Bujumbura Mairie, au nord du Lac Tanganyika. La commune a 491 786 habitants et est constituée de 6 anciennes communes : Ngagara, Kamenge, Cibitoke, Buterere, Gihosha et Kinama.
La commune est séparée du reste de la capitale par la rivière Ntahangwa, d'où son nom.

## Description
La commune Ntahangwa se trouve au Nord-Est de la capitale économique du Burundi. Son chef-lieu se trouve dans la zone Kamenge. C'est dans cette commune que se trouve l'université Espoir d'Afrique et l'université du Lac Tanganyika. Ses 6 zones sont comptées parmi celles les plus peuplées (plus ou moins 10.000 hab/km2). Les zones Kamenge, Kinama, Cibitoke et Buterere sont les plus peuplés de cette commune. Des nouveaux quartiers résidentiels ont vu le jour dans les années 2010 : Carama à Kinama, Kigobe à Gihosha, et Kiyange à Buterere.

## Climat
Le climat y est tropical avec des températures variant entre 15 et 32 °C. La température moyenne est de 24 °C.